# Josafat Mendes
Josafat Wooding Mendes, allmänt känd som endast Joe Mendes, född 31 december 2002, är en svensk fotbollsspelare som spelar för FC Basel, på lån från Braga i Primeira Liga.

## Uppväxt
Joe Mendes växte upp i Hjulsta. Han började som femåring spela fotboll för moderklubben AFC United. Som 12-åring bytte han till AIK och började spela för klubbens P02A-lag.

## Klubblagskarriär

### AIK ungdom
2017 spelade Mendes i Gothia cups P15-klass och efter att vunnit grupp 6 före Varbergs BoIS (3–1), Mjällby AIF (2–0), Örebro SK (3–1) och Ängelholms FF (5–1) besegrade man BK Häcken (4–3) i kvartsfinalen och IFK Göteborg (3–1) i semifinalen. I finalen på SKF Arena på Heden i Göteborg den 22 juli 2017 ställdes man mot Hammarby IF och föll med 3–0. Hans AIK-lag spelade även den egna turneringen Lennart Johansson Academy Trophy i Solna vid två tillfällen.
2020 dök han upp i flera vänskapsmatcher för klubbens A-lag, men var inte med i några tävlingsmatcher.

### Hammarby IF
I januari 2021 skrev Mendes på för Hammarby IF:s samarbetsklubb Hammarby TFF. Debuten för samarbetsklubben i Division 1 skedde den 5 april 2021 när han spelade hela matchen borta mot Umeå FC som slutade med förlust 1–0. Det första målet för Hammarby TFF gjorde han hemma på Hammarby IP den 5 juni 2021 då Örebro Syrianska IF kom på besök. Mendes svarade för 1–0-målet i den 16:e matchminuten i en match som slutade med förlust 3–2.
Den 19 juli 2021 meddelade Hammarby IF att man skrivit ett tvåårsavtal med Mendes som sträckte sig till och med den 30 juni 2023. Debuten för Hammarby skedde den 22 juli 2021 när man inför 7 250 åskådare hemma på Tele2 Arena tog emot NK Maribor (3–1) i den andra kvalomgången till Uefa Europa Conference League 2021/2022. Mendes inledde på bänken men i den 92:a matchminuten beslöt sig chefstränaren Miloš Milojević att han skulle ersätta Vladimir Rodić.
Han spelade även en match i Svenska cupen 2021/2022 då han byttes in mot Hudiksvalls FF (3–1) den 20 oktober 2021.

### AIK
Den 21 december 2021 gick Mendes tillbaka till AIK då han skrev på ett kontrakt fram till och med den 31 december 2025. Övergångssumman AIK och Hammarby kom överens om nämndes aldrig vid summa. Han gjorde sin debut för klubben den 19 februari 2022 i Svenska cupen mot Örgryte på Skytteholms IP. Han spelade hela matchen som AIK vann med 2–0 efter samtliga mål av Nabil Bahoui.
Han gjorde sin allsvenska debut den 2 april 2022 mot BK Häcken på Bravida Arena när AIK förlorade med 4–2. Den 11 maj 2022 låg Mendes bakom AIK:s 1–0-mål mot Malmö FF (2–0) då han drev in bollen i straffområdet och sköt på motståndaren Dennis Hadžikadunić och in mål. Målet registrerades som självmål vilket ledde till att Mendes fick vänta med att göra sitt första mål för klubben. Väntan skulle däremot ta slut den 27 juli 2022 i returmötet mot ukrainska Vorskla Poltava i Conference League kvalet. Målet skedde när han från högerkanten sköt en studsande boll förbi både backar och målvakt in i mål. AIK vann matchen med 2–0 trots att man förlorade det första mötet med 3–2 (totalt: 4–3) och tog sig därmed vidare till den tredje kvalomgången.

### SC Braga
Den 28 januari 2023 blev det officiellt med övergången till SC Braga. Övergångssumman landande på omkring 25 miljoner kronor.
FC Basel
I september 2024 lånades Mendes ut till schweiziska FC Basel i Super League, på ett låneavtal sträckandes till juni 2025.  

## Landslagskarriär
I april 2018 tog Christofer Augustsson, förbundskaptenen för det svenska P16-landslaget, ut truppen till en fyrnationsturnering och Joe Mendes var en av de uttagna. Landslagsdebuten för Sverige skedde mot Belgien (0–3) på Billund stadion i Danmark den 17 april 2018 då Mendes startade matchen i tröja nummer 3 innan han ersattes av Robin Tihi inför den andra halvleken. Det har hittills blivit spel i två U17-landskamper för honom.